# Anaram Au Patac

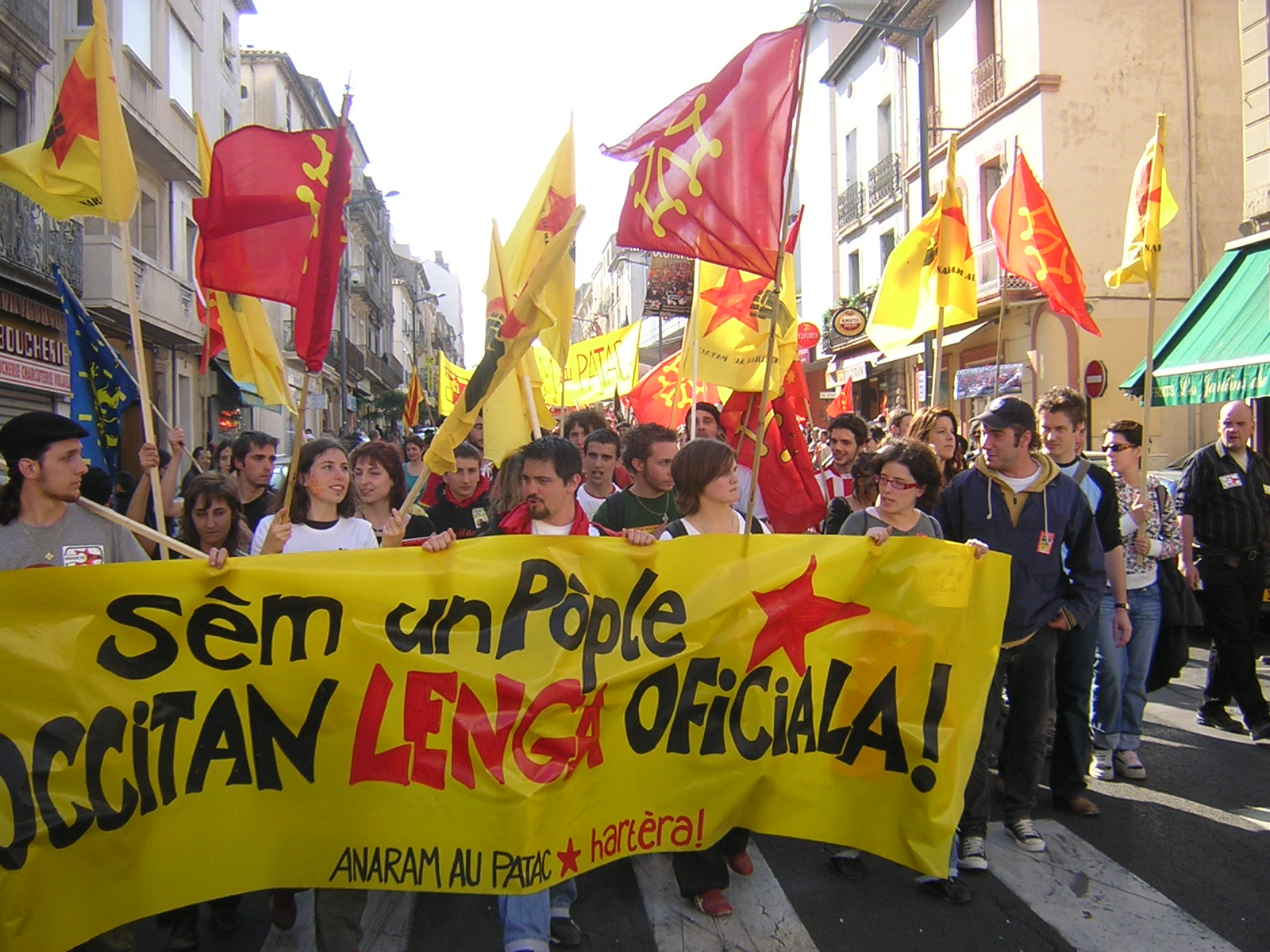
Cartel de AAP en una manifestación en Béziers, que reza: Somos un Pueblo; el occitano, lengua oficial.

Anaram Au Patac (AAP) (en idioma español combatiremos) fue un movimiento juvenil de carácter marxista y nacionalista occitano. Su centro de actividades era la Tor deu Borrèu, en la ciudad de Pau.
En 2009, Anaram Au Patac se autodisolvió para refundarse en una organización nueva, Libertat!.

## Ideología
Anaram Au Patac propugnaba el reconocimiento de Occitania como nación y su independendización de Francia, Italia y España, así como el estatus de lengua oficial para el occitano, todo ello desde una óptica marxista.
- Datos: Q493667